# Bryniou (rejon petrykowski)
Bryniou (biał. Брынёў; ros. Бринёв; hist. Bryniów, Bryniewo) – wieś na Białorusi, w rejonie petrykowskim obwodu homelskiego, około 23 km na zachód od Petrykowa.

## Historia
Bryniów był dobrami jezuickimi. Pierwsze wzmianki o wsi pochodzą z XVI wieku. Według spisu z 1700 roku mieszkało tu 11 mnichów i 21 osób służby.
Wieś magnacka położona była w końcu XVIII wieku w hrabstwie petrykowskim w powiecie mozyrskim województwa mińskiego.
Po II rozbiorze Polski w 1793 roku Bryniów znalazł się na terenie guberni mińskiej Imperium Rosyjskiego. Losy Bryniowa na przełomie XVIII i XIX wieku są przedstawiane w różny sposób:
- według Antoniego Urbańskiego[5] dobra te zostały nabyte od jezuitów przez Massalskich, a pod koniec XVIII wieku od Heleny z Massalskich Potockiej nabył je Antoni Nestor Kieniewicz (zm. w 1822 roku), chorąży nowogródzki

- według Romana Aftanazego[6] dopiero po kasacie klasztorów majątek stał się własnością rodziny Massalskich, od których w drugiej połowie lat 30. XIX wieku kupił go Hieronim Kieniewicz (1796–1884, syn Antoniego Nestora), chorąży mozyrski (30 tysięcy dziesięcin za 100 tysięcy rubli srebrnych).

Kolejnym właścicielem Bryniowa był syn Hieronima, Hieronim (1820–1911), ostatni z wyboru marszałek szlachty powiatu mozyrskiego. W latach 90. XIX wieku na mocy układu rodzinnego część tego majątku zawierająca Bryniów przypadła w spadku jednemu z jego synów, Hieronimowi (1867–1925), który był ostatnim właścicielem majątku.
W II połowie XIX wieku wieś niezmiernie się rozwinęła, powstały tu gorzelnie, rektyfikacje, cukrownia, młyny parowe, tartaki, duża fabryka dykt parowych i fornirów, poczta, dwie karczmy, sklep spożywczy. Wybudowano również kolej wąskotorową długości 35 km łączącą ośrodki przetwórcze z Prypecią, folwarki również były połączone wąskotorówkami. Od 1901 roku funkcjonowała tu szkoła. Na przełomie wieków wszystkie folwarki, fabryki i większość leśniczówek i gajówek łączyła własna sieć telefoniczna. W 1850 roku mieszkało tu 167 osób, w 1908 roku – już 490.
Po ustabilizowaniu się granicy polsko-radzieckiej w 1921 roku Bryniów znalazł się na terenie ZSRR, od 1991 roku – na terenie Republiki Białorusi.

## Dawny dwór
Przez większość XIX wieku istniał w Brynowie jedynie mały dworek. Najmłodszy z Hieronimów, zaraz po ślubie z Adelą Narkiewicz-Jodkówną (w 1894 roku) zaczął rozbudowywać dom do wielkopańskiej siedziby w stylu empire. Rozbudowa trwała do 1914 roku i nie została ostatecznie ukończona z powodu wybuchu I wojny światowej.
W 1914 roku dwór składał się z trzech korpusów, usytuowanych w kształt podkowy. Część główna miała jedenastoosiową elewację, była parterowa z pięterkiem w części środkowej podkreślonej wydatnym ryzalitem i płytkim portykiem którego tympanon - trójkątny szczyt podtrzymywały dwie pary czterech kolumn w wielkim porządku doryckim. Lewe skrzydło miało podobny kształt. Prawe skrzydło miało natomiast portyk u szczytu. Przy korpusie głównym od ogrodu znajdował się obszerny taras, wiążący ze sobą oba skrzydła. Dwór został całkowicie zniszczony w czasie lub po rewolucji październikowej.
Park był w początku XX wieku dopiero urządzany. Wiele rzadkich krzewów sprowadzono w tym celu z Podzamcza Zamoyskich. Wzbogaciły one w znacznym stopniu wszystkie gatunki miejscowe. Park miał powierzchnię około 4,5 ha.
Majątek w Bryniowie jest opisany w pracy Memento kresowe Antoniego Urbańskiego oraz w 2. tomie Dziejów rezydencji na dawnych kresach Rzeczypospolitej Romana Aftanazego.